# Auchintore

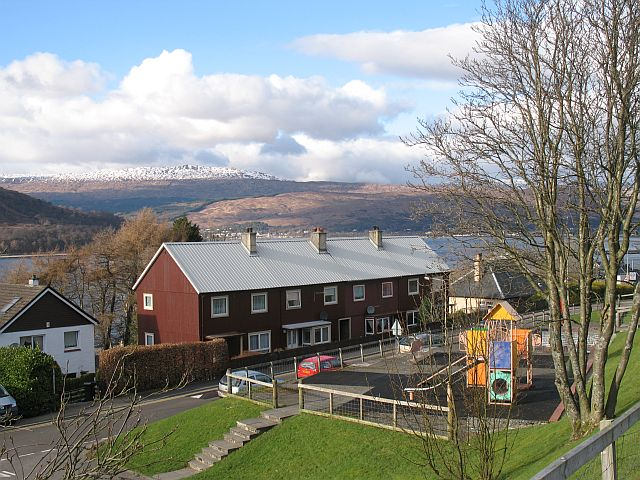
Im Kern des Ortes

Auchintore, alternative Schreibweise Achintore, (schottisch-gälisch Ach' an Todhair) ist eine Ortschaft, die südwestlich von Inverness in der Region Highland im Norden von Schottland liegt. Im Rahmen der historischen Gliederung Schottlands in Civil Parishes zählt es zu Kilmallie, das zu Inverness-shire gehörte.
Auchintore liegt am Ostufer des Sees Loch Linnhe. Seine Häuser erstrecken sich entlang der von Fort William nach Süden führenden A82.